# Lâu đài Čabraď
Lâu đài Čabraď (tiếng Slovakia: Čabraď hrad) là tàn tích của một lâu đài tọa lạc trên một ngọn đồi phía trên thung lũng Litava, ở giữa đồng bằng Krupina, thuộc địa phận làng Čabradský Vrbovok, vùng Banská Bystrica, Slovakia. Ban đầu, lâu đài được gọi là Lithuania.

## Lịch sử
Lâu đài Čabraď được nhắc đến lần đầu tiên trong một văn bản có niên đại vào năm 1276. Lâu đài được xây dựng vào thế kỷ 13, là một phần trong nhóm các lâu đài miền Trung Slovakia, đảm nhiệm chức năng bảo vệ những con đường dẫn đến các thị trấn khai thác mỏ. Vào thế kỷ 16, lâu đài đóng vai trò là một pháo đài quan trọng chống Thổ Nhĩ Kỳ. Người Thổ Nhĩ Kỳ đã cố gắng chinh phục lâu đài Čabraď nhiều lần nhưng đều thất bại.
Năm 1511, lâu đài trở thành tài sản của Tổng giám mục Esztergom lúc bấy giờ là Tomáš Bakóc. Ông đã sửa đổi và xây dựng lại lâu đài vào khoảng năm 1520. Trong những năm tiếp theo của thế kỷ 16, lâu đài lần lượt thuộc sở hữu của gia đình Pálfi và chỉ huy quân sự Ján Krušič, người gốc Croatia. Năm 1622, lâu đài được một chỉ huy quân sự khác tên là P. Koháry tiếp quản. Gia đình Koháry đã tái thiết lại lâu đài vào thế kỷ 17 và biến nơi đây thành một nơi sinh sống tiện nghi. Tuy nhiên, sau khi gia đình Koháry chuyển đến một trang viên mới ở làng Svätý Anton vào thế kỷ 18, lâu đài Čabraď bị chính chủ sở hữu đốt cháy vào năm 1812 để ngăn chặn các hiệp sĩ cướp bóc đến chiếm đóng lâu đài. Kể từ đó, lâu đài chỉ còn sót lại các tàn tích.